# يان كارلسون
يان كارلسون (بالسويدية: Janne "Loffe" Carlsson)‏ هو مذيع وفنان تشكيلي وطبال وممثل سويدي، ولد في 12 مارس 1937 بستوكهولم في السويد، وتوفي في 31 أغسطس 2017 بسبب سرطان الكبد.

## وصلات خارجية
- يان كارلسون على موقع IMDb (الإنجليزية)
- يان كارلسون على موقع ميوزك برينز (الإنجليزية)
- يان كارلسون على موقع قاعدة بيانات الأفلام السويدية (السويدية)
- يان كارلسون على موقع ديسكوغز (الإنجليزية)
- يان كارلسون على موقع قاعدة بيانات الفيلم (الإنجليزية)